# COROT-10 b
COROT-10b – planeta pozasłoneczna typu gorący jowisz, znajdująca się w konstelacji Orła w odległości około 1125 lat świetlnych od Ziemi. Została odkryta w 2010 roku przez satelitę COROT. Planeta ta ma około 275% masy Jowisza oraz promień porównywalny z promieniem Jowisza. Obiega swoją gwiazdę z okresem ok. 13,2 doby.
Eliptyczna orbita planety Corot-10b jest tak wydłużona, że planeta przechodzi zarówno bardzo blisko, jak i daleko od swojej gwiazdy. Powoduje to dziesięciokrotne zmiany ilości promieniowania, które planeta otrzymuje od gwiazdy w ciągu jednego obiegu. Szacunkowo temperatura powierzchni Corot-10b może zwiększać się od 250 do 600 °C.
| Jowisz | COROT-10 b |
| ------ | ---------- |
|        |            |